# بارسكوون
بارسكوون (بالقيرغيزية: Барскоон)‏، بارسكون أو بارسكاون، وقديما بارزغان، بارخان أو بارقان. (بالروسية و (بالقيرغيزية: Барскоон)‏; (بالفارسية: بارسغان)) هي قرية تقع على الشاطئ الجنوبي لبحيرة إيسيك كول في منطقة إيسك كول في جمهورية قيرغيزستان، بلغ عدد سكانها (6،912)نسمة عام 2009. تقع على الطريق السريع (A363) بين بوكونبايفو غربا وكيزيل-سو شرقا.

## الجغرافيا
باركون هي قرية تقع عند مصب وادي باركون. يربط الوادي الشاطئ الجنوبي لبحيرة إيسيك-كول بالمناطق الداخلية لهضبة ألا-بيل، ووادي نهر نارين من الجهة العلوية، وأبعد من ذلك نحو شينجيانغ وشمالي غربي الصين.

## التاريخ

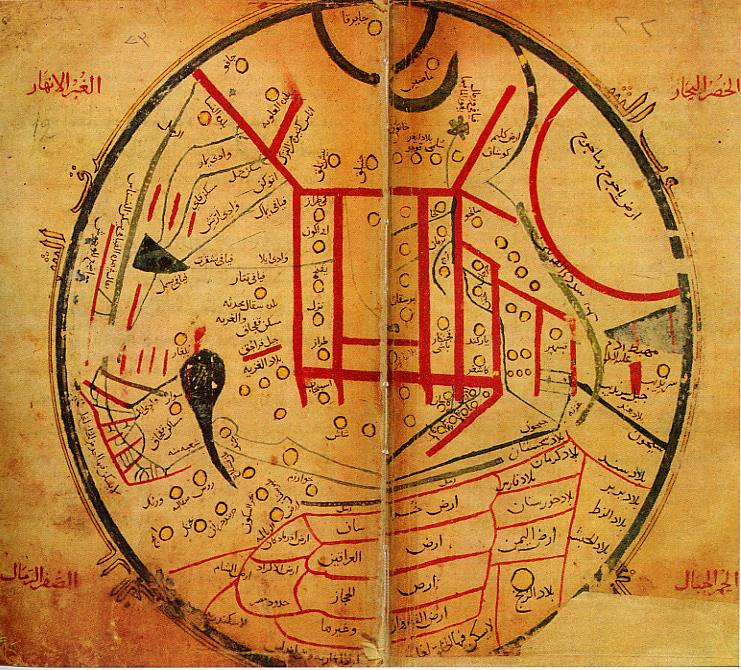
خريطة محمود الكشغري' تبين بارسكوون في المركز

الموقع المميز لباركون منحها مكانة تجارية مرموقة في العصور الوسطى. حيث مر فيها طريق الحرير القديم، عابراً عبر ممر بيدل لمسافة (4,284) مترا إلى الصين. أطلال للخانات أو(كارافانسيراي) من العصور القديمة، تقدم شهادات على الأوقات التي انتشرت فيها طرق القوافل إلى الصين والهند في الشرق والجنوب. بدأت المدينة تفقد أهميتها عقب نهاية الإمبراطورية المغولية والتدهور التدريجي لطريق الحرير بعد القرن التاسع عشر.
ظهرت المدينة الحديثة كموقع عسكري روسي بعد الغزو الروسي لآسيا الوسطى. خلال انتفاضة عام 1916 التي قام بها القيرغيز ضد الحكم الاستعماري والمعروف اليوم باسم أوركون، حاولت أعداد كبيرة من القيرغيز الفرار عبر وادي باركون إلى الصين، ولقي العديد منهم حتفهم في معبري بيدل و (سيوك (أطلق عليه اسم سيوك ("ممر العظام") في أعقاب هذه الحادثة).
بعد تأسيس الاتحاد السوفيتي، أصبح الطريق التجاري القديم مهمًا لحاميات الدفاع الحدودية ضد الصين. وأُغلق المعبر الحدودي في معبر بيدل، وبُيد طريق جديد -الطريق السريع (A364) حالياً- باتجاه كارا-ساي، وباتجاه أك-شياراك وإنغيلشيك شرقا.
تم افتتاح منجم كومتور للذهب عام 1997، وحينها أصبح الطريق عبر وادي باركون هو الطريق الرئيسي للمنجم. وفي ربيع عام 1998، تعرضت شاحنة تحمل السيانيد المستخدم في عملية تكرير الذهب لحادث حيث خرجت عن الطريق وتحطمت وبدأ السيانيد بالتدفق. وقد أدى التلوث الناجم عن ذلك إلى القضاء مؤقتا على صناعة السياحة حول بحيرة إيسيك كول حيث ألغى العديد من السياح عطلاتهم المقررة.

## أصل التسمية
ظهر الاسم بأشكال عديدة في مصادر القرون الوسطى، أول تسمية كانت في كتاب المسالك والممالك لابن خرداذبه. أصل الاسم غير واضح، وترتبطه أصول اللغة الشعبية المعروفة بنمر الثلج، وأطلق عليها اسم ilbirs باللغة القرغيزية وبارس في العديد من اللغات الأتراكية. تم تقديم أصل آخر من قبل المؤرخ كليفورد إدموند بوزورث، الذي ذكر أنه "سمي بهذا الاسم لأنه في العصور القديمة حين استقر أحد حكام بلاد فارس في تركستان وأصبح حاكماً هناك وكان يدعى بارسخوان- ومن هنا نشأ الاقتران بهذا الاسم.

## مشاهير من بارسكوون
كان عالم القرن الحادي عشر محمود الكشغري (المعروف أيضاً باسم البرخاني) من سكان هذه المنطقة. وكان والده حسين عمدة هذه القرية. اشتهر محمود الكشغري بأنه مؤلف ديوان لغات الترك، وهو أول قاموس مقارن لـ للغات الأتراكية، وكان قد كتبه أثناء فترة حياته في بغداد في 1072-4. كانت خريطته للعالم المعروف آنذاك تضم باركون. دفن في بلدة أوبال، وهي بلدة صغيرة وتدعى في الوقت الحاضر شينجيانغ جنوبي غربي كاشغار على طريق قراقرم السريع باتجاه الباكستان.
ومن المعروف أيضا أن بلدة باركون  كانت مسقط رأس أبو منصور سُبُكْتِكِيْن. ولد فيها  عام 942، وبيع في وقت لاحق كعبد ل ألب تكين (وهو المؤسس الحقيقي والأول للدولة الغزنوية) وكان حينها قائد جيش(أو الأسفهسلار) السامانيين في بخارى. في القرن العاشر الميلادي أصبح سُبُكْتِكِيْن أحد أبرز قادة آسيا الوسطى، وتزوج من إبنة ألب تكين، ويعتبر فعليا المؤسس الأول والحقيقي لسلالة الغزنويين، التي حكمت أجزاء كبيرة من إيران وأفغانستان وشمال غرب الهند حتى عام 1186.

## مشاهدات
تعتبر بارسكوون وجهة سياحية شعبية وموطنا لشركات السياحة. يوجد في وادي بارسكوون شلال بارسكوون المثير للإعجاب والذي يعتبر مركزاً جيداً للرحلات وممارسة ركوب الخيل. يوجد اثنان من المعالم السياحية المثيرة للاهتمام على طول الطريق وهما شاحنة سوفييتية مثبتة على قاعدة وطيدة و نصف تمثال ليوري جاجارين الذي قضى إجازته على الشاطئ الجنوبي لبحيرة إيسيك كول بعد عودته من رحلته التاريخية الأولى إلى الفضاء.
إلى الغرب من بارسكوون توجد قرية تامغا، التي تشتهر بصخرة ("Tamga-Tash") , التي تحتوي على نقش بوذي يعود تاريخه إلى فترة ما بين القرنين الثالث و الثامن، والذي يشير إليه السكان المحليون ب طمغا (أو دمغة بالعربية).
في الجبال، وإلى الجنوب الشرقي هنالك منطقة تعربف باسم سورت-وهي عبارة عن صحراء في جبال الألب الباردة و تقع على ارتفاعات متوسطة حوالي (3600) متر (11800 قدم). الطريق A364، هو واحد من الطرق الجبلية الجيدة القليلة جنوبي منطقة إيسيك كول، يتجه جنوبا أسفل الوادي، عابراً ممري باركون سيوك إلى كارا ساي في وادي نارين ومن ثم يتجه شرقاً إلى (أك شيراك). ويوجد هنالك مركز لشرطة الحدود في كارا-ساي،  ويتوجب على الراغبين في السفر إلى ما بعد هذه النقطة الحصول على تصريح من ذلك المركز .

## روابط خارجية
- A map of Kyrgyzstan showing the location of Barskon